# Покинутая деревня
«Покинутая деревня» (англ. The Deserted Village) — поэма британского писателя Оливера Голдсмита, написанная в 1770 году. Рассказывает об упадке английского сельского хозяйства, который стал следствием промышленного переворота. Стала наиболее известным из поэтических произведений Голдсмита.

## Восприятие
«Покинутая деревня» обрела большую популярность. При этом первые читатели разделились на два лагеря: одни обращали внимание в первую очередь на изложенный в поэме политико-экономический материал, другие сосредотачивались на идиллических описаниях.